# Vecturions
Els vecturions (en llatí: vecturiones) o verturions (verturiones) eren un dels dos grups de pictes de la part nord de Britànnia, esmentats per Ammià Marcel·lí. L'altre grup era el dels dicalidons.